# Ермолов, Клавдий Алексеевич
Клавдий (Омар) Алексеевич Ермолов (1823—1895) — генерал-майор, участник Крымской войны.

## Биография
Старший сын члена Государственного совета Российской империи генерала Алексея Петровича Ермолова от второй кебинной жены Тотай, дочь Акая из аула Кака-Шура. Родился в Тифлисе в 1823 году и был назван Омаром, при крещении получил имя Клавдий. Сначала был причислен к купцам 2-й гильдии.
В военную службу вступил в 1845 году прапорщиком в кавказские войска. Принимал участие в военных действиях против горцев и в 1846 году награждён орденом Св. Владимира 4-й степени с мечами, а 25 сентября 1849 года награждён золотой полусаблей с надписью «За храбрость».
Во время Крымской войны числился в лейб-гвардии 2-й артиллерийской бригаде и в чине капитана занимал должность адъютанта главнокомандующего Отдельным Кавказским корпусом. Он отличился при штурме Карса и 14 декабря 1855 года был удостоен ордена Св. Георгия 4-й степени (№ 9883 по кавалерскому списку Григоровича — Степанова)
Командуя охотниками, шедшими впереди правой колонны, он, несмотря на перекрестные картечные выстрелы из значительных неприятельских батарей и сильный огонь штуцеров, которым убита была под ним лошадь, стремительно вскочил на укрепление и, врезавшись в толпу неприятеля, опрокинул с своими охотниками прикрытие, и тем дал средство следовавшим за ним войскам завладеть четырьмя орудиями.
В 1858 году был произведён в полковники.
С 1875 года занимал должность Харьковского уездного воинского начальника, в 1883 году вышел в отставку с производством в генерал-майоры.
Скончался в Вильне 14 (26) марта 1895 года; похоронен в Орле в фамильной усыпальнице Ермоловых.

## Награды
- Орден Святого Владимира 4 ст. с мечами и бантом (1847)[2]
- Орден Святой Анны 3 ст. с мечами и бантом (1848)
- Золотая полусабля «За храбрость» (1849)
- Орден Святой Анны 2 ст. с мечами (1852)
- Орден Святого Георгия 4 ст. (1855)
- Персидский Орден Льва и Солнца 2 ст. (1848)

## Семья и дети

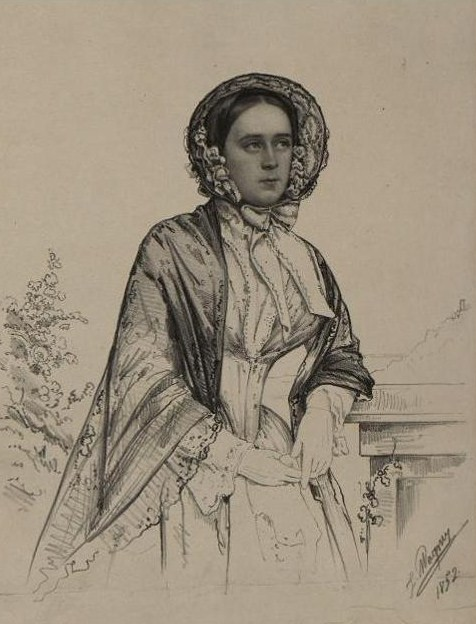
Варвара Николаевна (1852)

Жена (с 2 февраля 1873, Брюссель) — Варвара Николаевна Волкова (1825—11.10.1897), воспитанница штабс-ротмистра Николая Дмитриевича Нарышкина (1783 — 1854), женившегося в 1834 году на её матери, московской купчихе третьей гильдии Евдокии Демидовне Волковой (1802—1856). В первом браке была за генерал-майором А. А. Тимашевым-Берингом и имела от него четырех детей, но оставила их ради Ермолова, от которого до брака имела трёх детей:
- Варвара Клавдиевна (? — после 1909), была замужем за — князем Сергеем Григорьевичем Урусовым (1858—1912)
- Виктор Клавдиевич (25.09.1865 — 1936), был женат на графине Екатерине Александровне Рихтер (1853—1933), ранее бывшей в браке с А. А. Мордвиновым (1843—1891)
- Николай Клавдиевич (23.03.1867 — ?)
- Клавдий Клавдиевич (?—?) , камер-юнкер Двора Его Императорского Величества и правитель дел Совета Императорского женского патриотического общества, похоронен в Париже.

Вместе с братом Севером Алексеевичем (1824—1894) в 1852 году по заслугам отца был записан во 2-ю часть дворянской родословной книги Московской губернии; в 1883 году Ермоловы были внесены в 3-ю часть той же книги.